# اوتاویو میسونی
اوتاویو میسونی (ایتالیایی: Ottavio Missoni; ۱۱ فوریهٔ ۱۹۲۱ – ۹ مه ۲۰۱۳) ورزشکار دو و میدانی، کارآفرین و طراح مد اهل ایتالیا بود، که در سال ۱۹۵۳ شرکت میسونی را تأسیس نمود.